# 陶葆廉
陶葆廉（1862年—1938年），字拙存，别署淡庵居士，浙江秀水（今嘉兴）人。陶模之子。清末民初学者。

## 生平
清朝光绪十七年（1891年），陶模任甘肃新疆巡抚，陶葆廉随父亲到新疆。陶葆廉于清朝光绪末年曾以硕学通儒为资政院议员，记名提学使。光绪廿八年（1902年），他曾经代理浙江大学堂总理。光绪卅三年（1907年），陶葆廉应召入对内廷，授陆军部军机司郎中。
1912年中华民国成立后，陶葆廉寓居上海。1914年浙江通志局成立后，陶葆廉被聘为分纂。1919年11月，陶葆廉曾奉命会办苏浙太湖水利工程。1937年抗日战争爆发后，陶葆廉避居于桐乡。1938年秋，陶葆廉逝世。

## 著作
- 辛卯侍行记
- 求己录
- 测地肤言
- 舌鉴辨证
- 医学答问

此外他还校阅了《闻川志稿》、《盛湖志》、《竹林八圩志》等志书并作序跋。